# Narbenkind

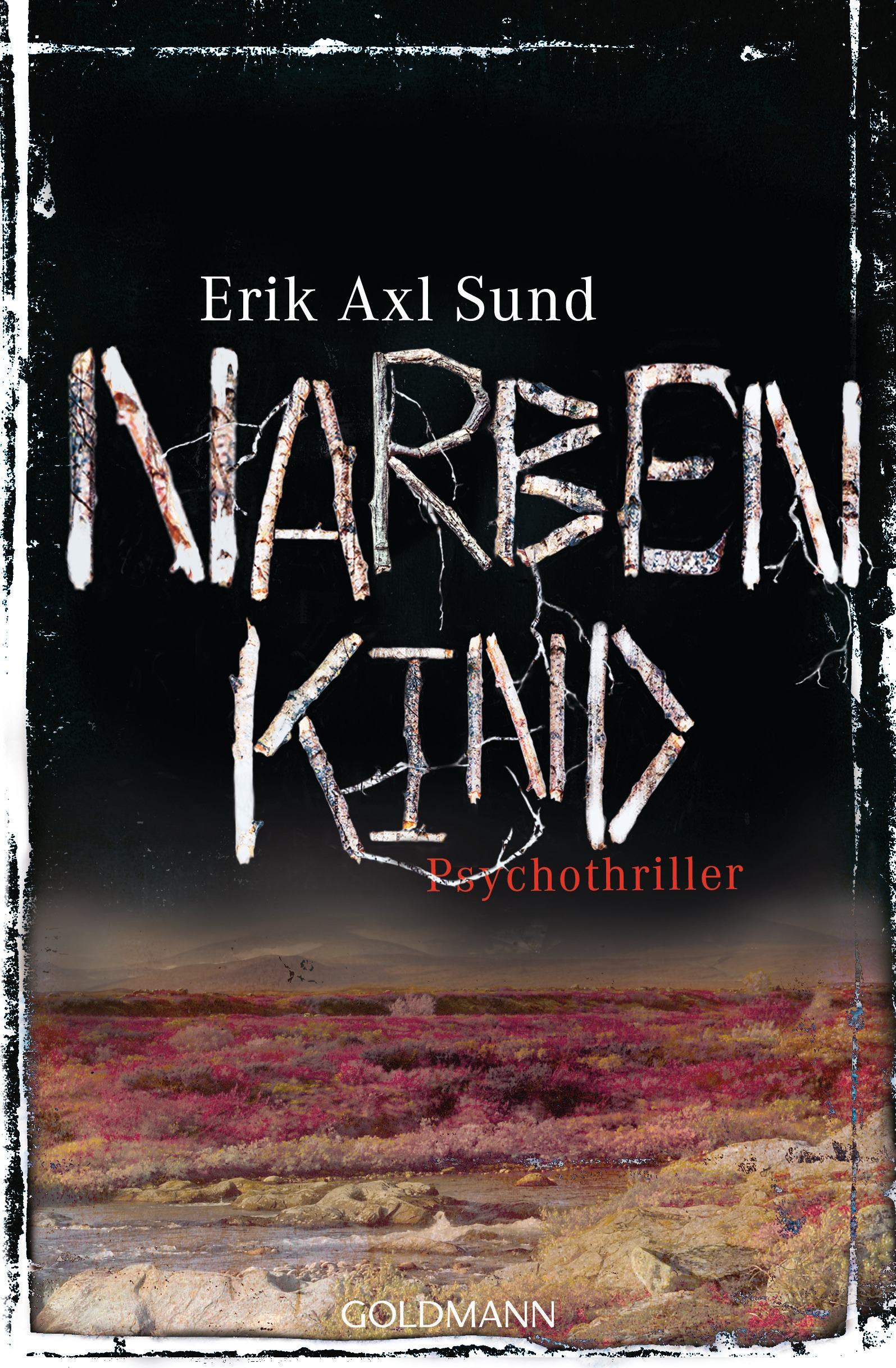
Coverabbildung der deutschen Ausgabe Narbenkind

Narbenkind (schwedischer Originaltitel: Hungerelden) ist ein Roman des schwedischen Autorenduos Erik Axl Sund, bestehend aus Jerker Eriksson und Håkan Axlander Sundquist. Bei dem Thriller handelt es sich um den zweiten Band der mit dem Spezialpreis (Specialpris) der Schwedischen Krimiakademie ausgezeichneten Victoria-Bergmann-Trilogie, der 2011 in Schweden und 2014 in Deutschland erschien.

## Inhalt
Im Mittelpunkt des in Stockholm, Schweden, spielenden Romans und der gesamten Romantrilogie steht Victoria Bergmann, die als Kind von ihrem Vater sexuell missbraucht wurde und dadurch eine massive Persönlichkeitsstörung mit Schizophrenie entwickelte. 
Narbenkind setzt die Handlung des ersten Bandes, Krähenmädchen, fort und beginnt mit der Suche nach dem verschwundenen Johan Kihlberg, der gemeinsam mit seiner Mutter, der Kommissarin Jeanette Kihlberg, und der Psychologin Sofia Zetterlund den Vergnügungspark Gröna Lund in Stockholm besuchte. Johan ging verloren, nachdem er gemeinsam mit Sofia in ein Fahrgeschäft gegangen war, während Jeanette wartete und eine Prügelei schlichten wollte. Nachdem die Aufklärung einer brutalen Mordserie an Jungen durch Jeanette Kihlberg zunächst eingestellt wurde, steht im Narbenkind die Ermordung eines wichtigen Geschäftsmannes und eine weitere Mordserie im Kern der Handlung, die sich auf die gemeinsame Zeit mit Victoria Bergmann in einem Internat in Sigtuna zurückführen lassen. Bereits im Krähenmädchen wurde dabei deutlich, dass Victoria Bergmann und Sofia Zetterlund eine Person mit mehreren Persönlichkeiten ist. Da die Kommissarin jedoch nichts davon weiß, wird sie in die Untersuchung der Mordfälle einbezogen.

## Trilogie

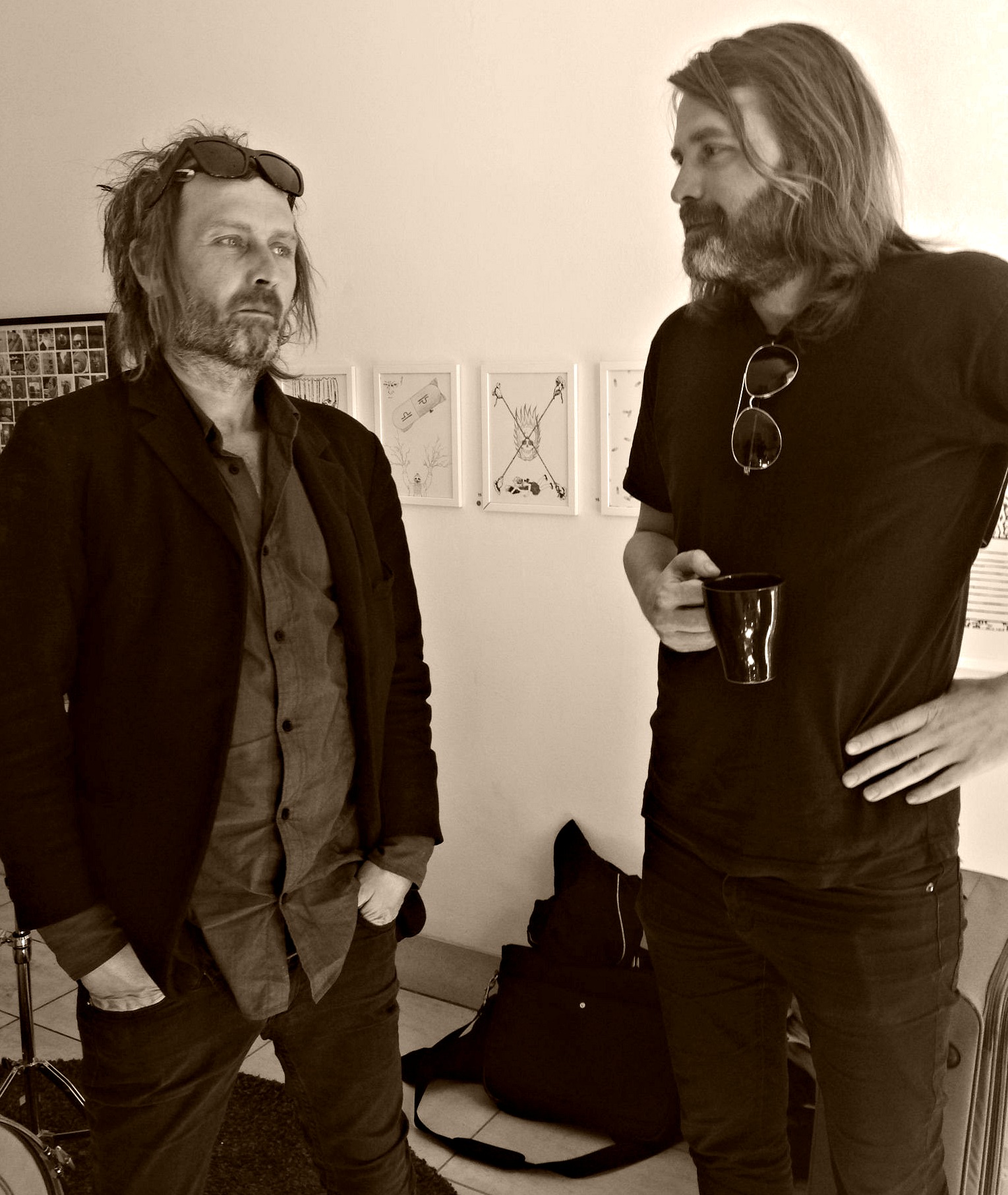
Erik Axl Sund (2014, Pressebild)

Das Buch Narbenkind ist der zweite Teil der Victoria-Bergmann-Trilogie, die zwei weitere Bücher umfasst: Krähenmädchen (Original: Kråkflickan (Victoria Bergmans svaghet, #1); Schweden 2010, Deutschland 2014) und Schattenschrei  (Original: Pythians anvisningar: ["mord och psykoterapi"] (Victoria Bergmans svaghet, #3); Schweden 2012, Deutschland 2014).

## Rezeption
Die Victoria-Bergmann-Trilogie wurde 2012 mit dem Spezialpreis (Specialpris) der Schwedischen Krimiakademie ausgezeichnet. Die Bücher wurden international übersetzt und in verschiedenen Ländern, darunter Deutschland, zu Bestsellern. Nach Angaben auf der offiziellen Website des Autotorenduos und der Website der schwedischen Promotion-Agentur Salomonsson Agency wurden die Veröffentlichungsrechte für die Romane an fast 40 internationale Verlage verkauft. In einigen dieser Länder sind die Bücher bereits erschienen, in anderen kommen sie in den nächsten Monaten oder Jahren auf den Markt.
In Deutschland erschienen die drei deutschen Übersetzungen 2014 im Abstand von wenigen Monaten beim Goldmann Verlag. Der erste Band Krähenmädchen kam direkt nach seinem Erscheinen in die Top 10 der Bestsellerliste des Spiegels in der Kategorie Paperback/Belletristik  und stieg am 11. August 2014 auf den Rang 2, wo er mehrere Wochen verblieb. Narbenkind stieg am 29. September 2014 sogar nach wenigen Wochen auf den Rang 1 der Liste und Schattenschrei stieg am 24. Nober 2014 nach Erscheinen direkt auf der Spitzenposition ein. Alle drei Bände befanden sich danach mehrere Wochen in den Top 20 der Liste.

## Veröffentlichungen
Originalausgabe
- Hungerelden (Victoria Bergmans svaghet, #2), Stockholm 2011. ISBN 978-91-85785-54-4

Deutsche Ausgaben
- Narbenkind (Übersetzung aus dem Schwedischen von Wibke Kuhn) Goldmann-Verlag 2014. ISBN 978-3-442-48118-7
- Hörbuch Narbenkind (gelesen von Thomas M. Meinhardt), Laufzeit: ca. 13 Stunden, Der Hörverlag 2014. ISBN 978-3-8445-1540-4

## Belege
1. ↑  Autorenporträt beim Goldmann Verlag; abgerufen am 16. Januar 2015.
2. ↑  Erik Axl Sund im Interview auf den Webseiten der Random House-Verlagsgruppe; abgerufen am 16. Januar 2015.
3. ↑  Crow Girl #1 (Memento des Originals vom 3. April 2015 im Internet Archive)  Info: Der Archivlink wurde automatisch eingesetzt und noch nicht geprüft. Bitte prüfe Original- und Archivlink gemäß Anleitung und entferne dann diesen Hinweis. auf der Website der Salomonsson Agency; Aufgerufen am 28. Februar 2015.
4. ↑  Crow Girl #1 auf der offiziellen Seite des Autorenduos Erik Axl Sund; Aufgerufen am 28. Februar 2015.
5. ↑  Krähenmädchen (Memento des Originals vom 5. Februar 2015 im Internet Archive)  Info: Der Archivlink wurde automatisch eingesetzt und noch nicht geprüft. Bitte prüfe Original- und Archivlink gemäß Anleitung und entferne dann diesen Hinweis. bei Buchreport.
6. ↑  Narbenkind (Memento des Originals vom 5. Februar 2015 im Internet Archive)  Info: Der Archivlink wurde automatisch eingesetzt und noch nicht geprüft. Bitte prüfe Original- und Archivlink gemäß Anleitung und entferne dann diesen Hinweis. bei Buchreport.
7. ↑  Schattenschrei (Memento des Originals vom 5. Februar 2015 im Internet Archive)  Info: Der Archivlink wurde automatisch eingesetzt und noch nicht geprüft. Bitte prüfe Original- und Archivlink gemäß Anleitung und entferne dann diesen Hinweis. bei Buchreport.